# Chevrolet Nova

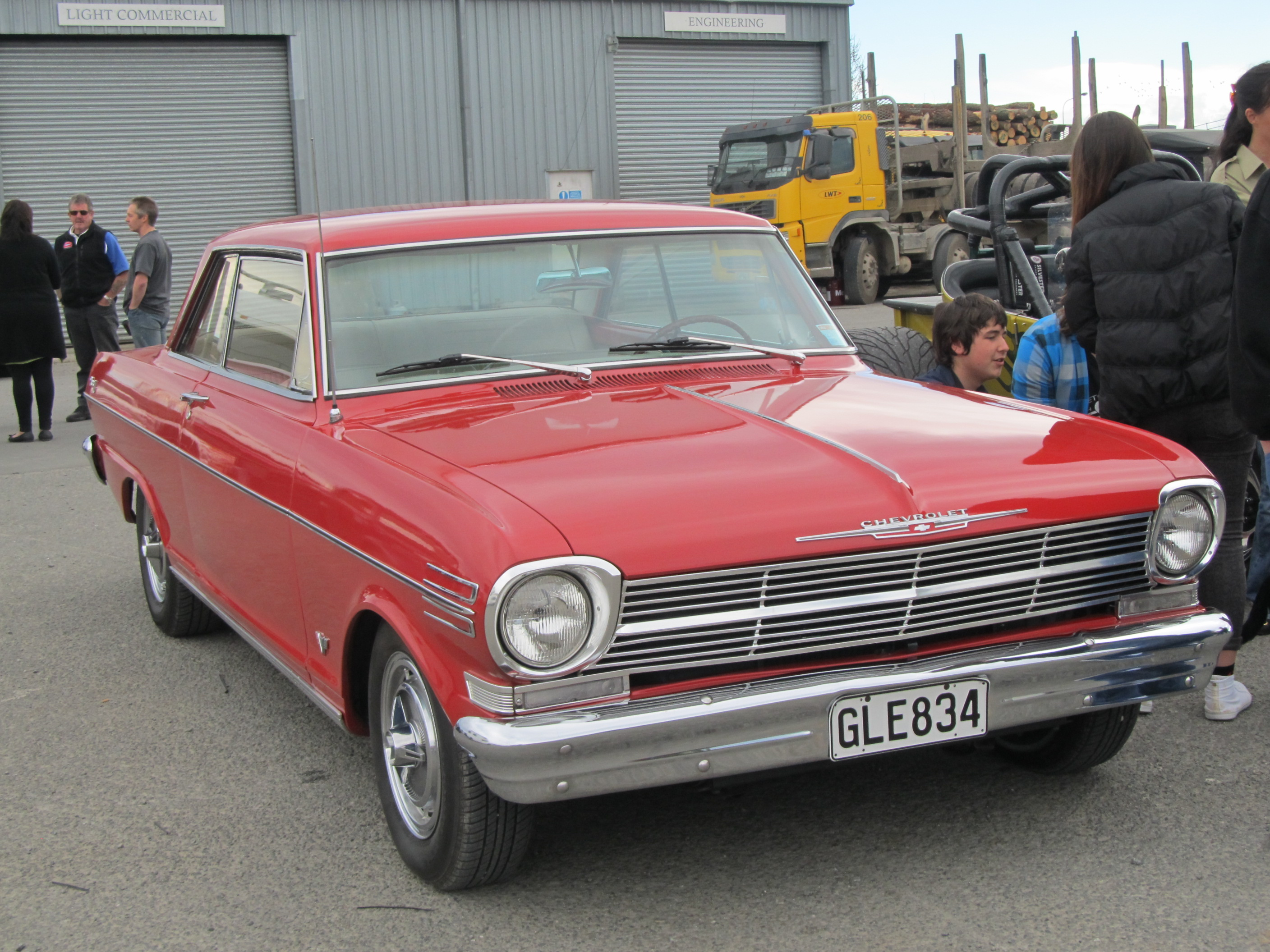
1962 Chevrolet Nova 1ª Geração

O nome ChevyII/ Nova foi utilizado para modelos compactos e subcompactos da Chevrolet. A partir de 1985 o modelo passou a ser fabricado com base no Toyota Sprinter.

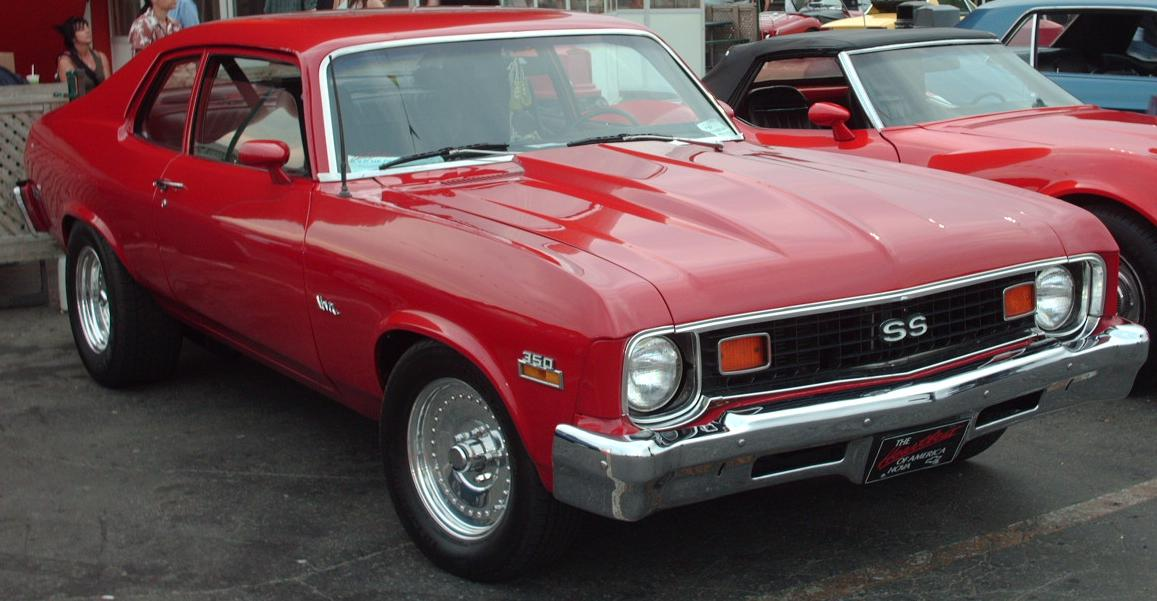
Chevrolet Nova SS